# Petunia
Petunia Juss., 1803 è un genere di piante dicotiledoni appartenenti alla famiglia delle Solanacee, originarie dell'America Meridionale.

## Descrizione

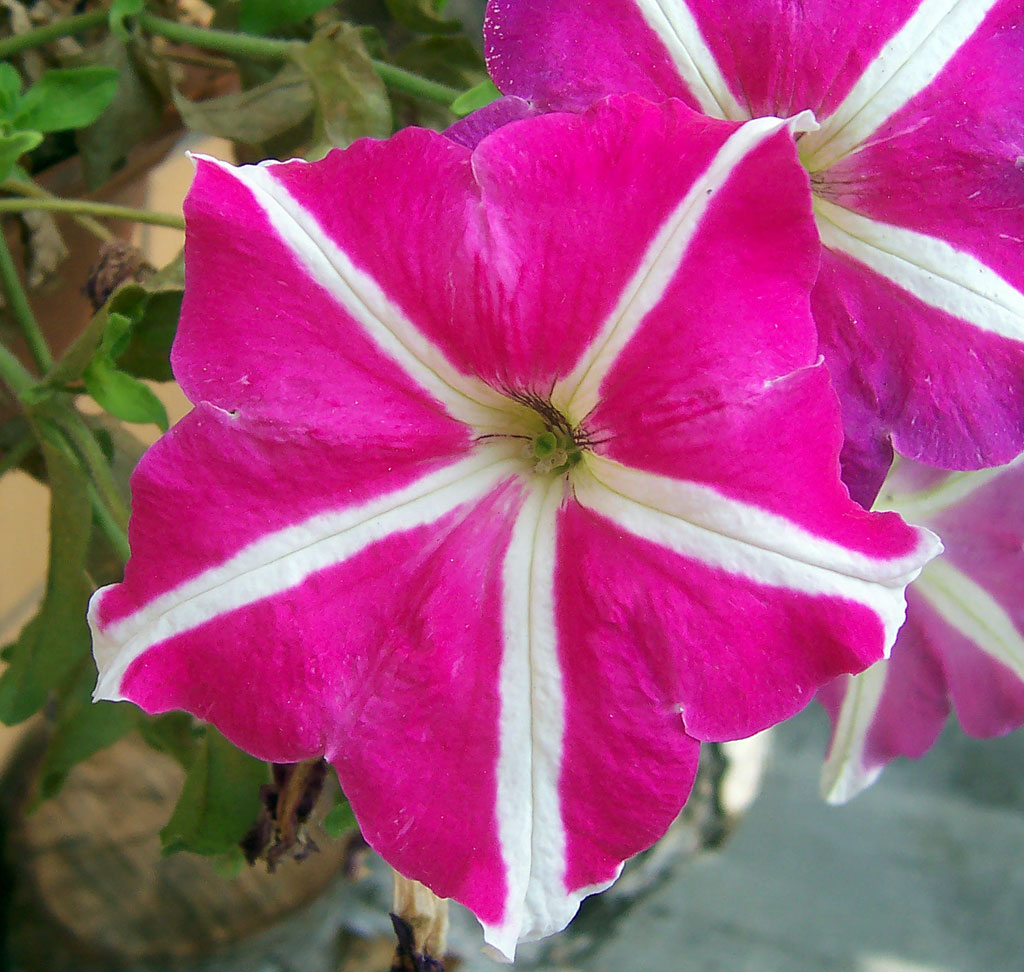
Petunia sp.

Petunia sp.

Comprende specie annuali o perenni, alte fino a 1 metro, con molti ibridi e cultivar, anche a forma nana, a fiori imbutiformi doppi o semplici, con generose e prolungate fioriture dalla primavera ai primi geli, in una gamma vastissima di colori dal bianco candido, al rosa, al rosso, al viola più o meno scuro e al rosso-mattone, con corolle increspate e arricciate; tra le specie più conosciute ricordiamo  P. axillaris e  P. integrifolia da cui sono derivati molti ibridi e cultivar dal portamento vario (nane, compatte, decombenti, etc.).

## Tassonomia
Il genere comprende le seguenti specie:
- Petunia altiplana T.Ando & Hashim.
- Petunia axillaris (Lam.) Britton, Sterns & Poggenb.
- Petunia bajeensis T.Ando & Hashim.
- Petunia bonjardinensis T.Ando & Hashim.
- Petunia correntina Greppi & Stehmann
- Petunia exserta J.R. Stehm. in Napaea
- Petunia guarapuavensis T.Ando & Hashim.
- Petunia inflata R.E. Fr.
- Petunia integrifolia (Hook.) Schinz & Thell.1
- Petunia interior T.Ando & Hashim.
- Petunia mantiqueirensis T.Ando & Hashim.
- Petunia occidentalis R.E. Fr.
- Petunia reitzii L.B.Sm. & Downs
- Petunia saxicola L.B.Sm. & Downs
- Petunia scheideana L.B.Sm. & Downs
- Petunia secreta Stehmann & Semir

### Ibridi
- Petunia × atkinsiana D. Don ex W.H. Baxter - ibrido artificiale (P. axillaris × P. inflata)

## Coltivazione
Negli ultimi anni il genere Petunia ha conosciuto un notevole successo commerciale, soprattutto grazie agli ibridi a portamento ricadente che hanno invaso il mercato guadagnando una notevole fetta di mercato nell'ambito dei fiori da balcone.
In Italia, e in molti altri paesi europei, l'ibrido più conosciuto è la Surfinia, varietà ricadente propagata a mezzo talea (la pianta è sterile, ovvero produce semi non utilizzabili) di cui esistono molte versioni anche a fiori doppi e mignon.
Negli Stati Uniti invece sono maggiormente diffusi diversi ibridi ricadenti propagati via seme, il più conosciuto dei quali è la Petunia Wave.
Vengono coltivate in giardino a portamento eretto. Le petunie si possono anche coltivare in vaso profondo sui terrazzi, sia le forme erette che ricadenti.
Piante facili da coltivare, richiedono una buona esposizione al sole o mezzo-sole, con terreno sciolto e permeabile, abbastanza fertile, privo di ristagno idrico; dopo una copiosa fioritura è da prevedere una drastica potatura dei fusti alla base, per favorire il ricaccio di nuovi steli fioriferi.
La moltiplicazione avviene con la semina invernale sotto vetro e successivo trapianto dopo la fine del periodo freddo, o seminando in pieno campo in primavera nelle zone fredde o in autunno nelle regioni con inverni miti.
Le varietà pregiate, non riproducibili per seme, vengono moltiplicate agamicamente per mezzo di talee fatte svernare sotto vetro.
Delle petunie sono velenose tutte le parti della pianta.

## Citazioni letterarie
La petunia è uno dei fiori maggiormente citati nei "Racconti" della celebre scrittrice neozelandese  Katherine Mansfield, Nuova Edizione Oscar Mondadori, 2006